# Johan Jönsson
Johan Jönsson, född 1986, är en svensk författare och förläggare.
Jönsson växte upp i Vänersborg. Han studerade språk, sinologi och retorikvetenskap vid Göteborgs universitet och Uppsala universitet. Efter studierna arbetade han för Wikimedia Sverige och flyttade senare till Malmö, där han arbetade med produktutveckling för ett IT-företag innan han började arbeta för Wikimedia Foundation där han leder en enhet på produktavdelningen.
Han började publicera noveller i tonåren då han skrev för antologier och tidskrifter som Nova science fiction, Enhörningen, Schakt och Mitrania. Sedan 2017 driver han Vendels förlag som ger ut poesi, essäer och dramatik. Han har också arrangerat science fiction-kongresser i Sverige och Finland.
Han började redigera Wikipedia 2004, där han har varit svenskspråkiga Wikipedias presstalesman och är administratör och IP-kontrollant. År 2022 publicerades hans bok Wikipedia inifrån.

## Priser och utmärkelser
- 2023 – Svenska humanistiska förbundets pris[17]
- 2023 – Wikimedia-priset[18]